# Destino (canción)
Destino es el tercer sencillo del primer álbum del grupo juvenil Amango titulado Amango: El Sueño Se Hizo Realidad. En lo que se destaca la participación vocal podemos nombrar a Gabriela Ernst, Kevin Vásquez, Augusto Schuster, Denisse Rosenthal, Carolina Vargas y Magdalena Müller, entre otros.

## Vídeo musical
En este vídeo se puede ver más profesionalismo, comparado con los otros 2 videos.
El vídeo comienza con Gabriela Ernst, donde es mostrada acercándose hacia la cámara y sentada en una silla redonda, siguiendo con la interpretación de Kevin Vásquez, luego se muestra una pequeña coreografía interpretada por 4 integrantes, finalizando con pasos en solo de cada integrante.